# Tryb wstawiania
Tryb wstawiania – tryb cyfrowej edycji tekstu, np. pliku komputerowego, linii poleceń, interfejsu znakowego itp., polegający na "rozpychaniu" istniejącego tekstu, czyli wstawianiu znaku w miejscu kursora z jednoczesnym przesuwaniem w kierunku biegu tekstu o jeden znak wszystkich ewentualnie istniejących kolejnych znaków w wierszu, a najczęściej również w całym akapicie (kierunek biegu tekstu jest najczęściej wymuszony językiem wpisywanego tekstu i w wielu pismach niełacińskich biegnie w lewo, np. w arabskim, hebrajskim czy ormiańskim).
W przeważającej większości oprogramowania tryb wstawiania jest trybem domyślnym i najczęściej towarzyszy mu również tryb nadpisywania. Zmianę pomiędzy oboma trybami uzyskuje się naciskając odpowiedni klawisz sterujący. Na klawiaturze komputera jest to najczęściej klawisz Insert, natomiast np. w telefonach komórkowych, pilotach itp. może to być przycisk lub sekwencja przycisków funkcyjnych.
W obu trybach, po wstawieniu znaku, kursor najczęściej przesuwa się o jeden znak w kierunku biegu tekstu. Tylko w najprostszych rozwiązaniach informatycznych, silnie ograniczonych sprzętowo, kursor pozostaje nadal w miejscu pierwotnym i wtedy należy oddzielnym poleceniem przesunąć go w żądanym kierunku.
Oba tryby stawiania znaków mają jednak dłuższą historię, gdyż dostępne były już w czasach maszyn do pisania, gdzie tryb nadpisywania (w rozumieniu braku przesuwu wózka) służył np. do budowania znaków diakrytycznych.